# Plan Schlieffen

Mapa del Plan Schlieffen y las contraofensivas francesas previstas en el Plan XVII.

Se denomina Plan Schlieffen al concepto bélico propuesto a principios del siglo XX por Alfred Graf von Schlieffen, jefe del Estado Mayor del II Reich alemán, para la hipotética invasión y derrota por parte de Alemania de su gran rival occidental, Francia. Consistía en que ante esa situación a Alemania le convendría sacrificar en el este Prusia Oriental para retirarse al Bajo Vístula, lo que redundaría en beneficio de un poderoso frente ofensivo en la frontera francesa. El Ejército alemán podría movilizar entonces 1 500 000 hombres para el ataque en el oeste, mientras mantendría 500 000 en el este para rechazar el ataque de los rusos, que sumaban 2 700 000 hombres. Los franceses y británicos movilizarían cerca de 3 901 000 hombres en las primeras semanas para rechazar al enemigo.
El grueso de sus fuerzas atravesaría Bélgica, para emprender luego —desde el norte y con el máximo de medios en el ala derecha— una ofensiva para cercar al ejército francés, destinada a la destrucción total de las tropas aliadas. Una vez conseguido este objetivo, deberían volverse hacia la frontera rusa, cuya movilización militar sería más lenta.

## Desarrollo
Schlieffen no tardó en encontrar problemas. El ejército alemán debería extenderse hacia el norte con una potente ala derecha pero sin debilitar el centro y la izquierda, pues allí se esperaba el ataque francés principal. Para ello le faltaban divisiones y hombres. No podía esperar que el ejército regular (el que se mantiene en épocas de paz) pudiera asumir tan largo frente. Pero se le ocurrió una solución innovadora: usar los reservistas. Los reservistas eran considerados soldados mediocres y únicamente aptos para labores de ocupación y retaguardia, no para la lucha, pero Schlieffen decidió sumarlos al frente. Así pudo mantener una ala derecha potente y el centro y la izquierda lo suficientemente fuertes como para detener el ataque francés.
El plan, basado según el propio Schlieffen en la táctica seguida por Aníbal en la batalla de Cannas, nunca se llevó a cabo. Schlieffen falleció en 1913, y el plan de batalla fue modificado posteriormente por su sucesor en el Estado Mayor, Helmuth Johannes Ludwig von Moltke (Moltke el Joven). Principalmente, rechazó la idea de oponer la totalidad de las fuerzas armadas alemanas en el ataque contra Francia, reservando una parte de los ejércitos para la defensa de la ofensiva rusa. Este cambio, que ha sido tema de debate para todos los especialistas en historia militar desde entonces, se considera el mayor error de Moltke. La invasión de Francia, tal y como se llevó a cabo finalmente, fracasó al encontrar más oposición de la esperada en la batalla del Marne (1914), que salvaguardó París y forzó a los alemanes a fortificarse en el río Aisne, donde daría comienzo una mortífera guerra de trincheras que caracterizaría los combates sucesivos en el Frente Occidental. La invasión de Bélgica le valió además a Alemania una declaración de guerra por parte del Imperio británico, garante de la independencia belga desde el nacimiento de esta en 1830. El propio káiser Guillermo II solicitó a Moltke que abortara o modificara el plan en el último momento, con el fin de no ganarse otro gran enemigo en la contienda, pero este se limitó a replicar que el plan, una vez iniciado, no podía cambiarse.

## Consecuencias
Irónicamente, Alemania conseguiría sus mejores resultados durante la contienda en el frente ruso, donde aniquiló al ejército del zar en la batalla de Tannenberg, contribuyendo de forma decisiva al triunfo de la Revolución de Octubre de 1917, exactamente lo contrario de lo planeado por Schlieffen.
En lo referente al frente occidental, el fracaso del plan llevó a cuatro años de guerra de trincheras entre los Aliados (principalmente Francia y Reino Unido) y Alemania, una guerra de desgaste que terminaría cerca del final de la guerra con la Segunda Batalla del Marne.